# Jyske mesterskab 1910-11 (fodbold)
Det jyske mesterskab i fodbold 1910-11 var den 13. udgave af turneringen om det jyske mesterskab i fodbold for herrer organiseret af Jysk Boldspils-Union. Turneringen blev vundet af AaB for andet år i træk.

## Semifinaler
14/5 1915: Holstebro BK - AaB 1 - 2
21/5 1915: Vamdrup BK - Randers Freja 3 - 2

## Finale
28/5 1911: AaB - Vamdrup BK 1 - 1 e.f.s. Spillet i Aalborg.
Omkamp
18/6 1911: AaB - Vamdrup BK 1 - 0 (0 - 0). Marselisborg Boldplads i Aarhus. 300 tilskuere.

## Øvrige kilder
- Alstrup, Aksel (1950-1953). "JBU-mesterskabernes fordeling". Jysk Fodbold i Fortid og Nutid - Bind 1 & 2. Odense: Jydsk Boldspil-Union, Østergaards Forlag. s. 88-92.
- Johannes Gandil (1939): Dansk fodbold, Sportsbladets forlag.